# مارگارت آدلر
مارگارت آدلر (انگلیسی: Margarete Adler; ۱۳ فوریهٔ ۱۸۹۶ – ۱۰ آوریل ۱۹۹۰) شناگر، شیرجه‌ رو و معلم ژیمناستیک اهل اتریش بود که در بازی‌های المپیک تابستانی ۱۹۱۲ و المپیک تابستانی ۱۹۲۴ شرکت کرد. او یهودی بود و در وین به دنیا آمد.
آدلر در ماده 4×100 متر امدادی آزاد به مدال برنز رسید و اولین زن اتریشی است که به همراه هم تیمی هایش کلارا میلش، جوزفین استیکر و برتا زاهورک موفق به کسب مدال المپیک شده است. او جوانترین زن مدال آور زن المپیک تابستانی اتریشی با 16 سال و 152 روز سن است.
آدلر همچنین در مسابقات 100 متر آزاد شرکت کرد اما در دور اول حذف شد و 12 سال بعد نیز در دور اول مسابقه سکوی شیرجه 10 متر حذف شد.